# Margate FC

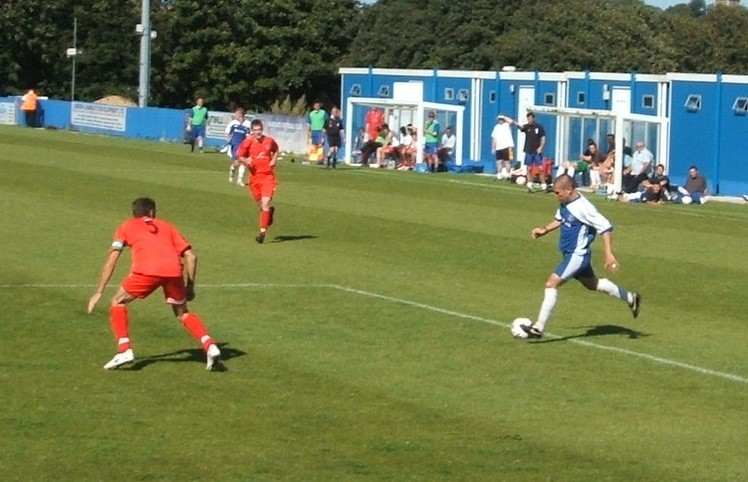
Thuiswedstrijd op Hartsdown Park in 2007

Margate F.C. is een Engelse voetbalclub, uit Margate. Ze spelen in de Isthmian Football League Premier Division, op het zevende niveau van de Engelse voetbalpiramide. 
Margate Football Club werd opgericht in 1896 en speelden voor de Eerste Wereldoorlog in verschillende amateur leagues. Daarnaast speelden ze ook op verschillende velden totdat ze op een veld in het Dreamland pretpark gingen spelen, toen bekend als de Hall-by-The Sea Ground.
Ze gingen na de Eerste Wereldoorlog spelen in de originele Kent League totdat de club in 1923 werd geschorst wegens financiële onregelmatigheden. Een jaar later werd de ploeg heropgericht als Margate Town maar werd al snel opnieuw opgedoekt. In 1929 probeerde de club het opnieuw en verhuisden ze naar Hartsdown Park.
In de jaren 30 speelde Margate in de Southern League en werden ze een satellietploeg van Arsenal. Tot 1938 leenden ze jonge, beloftevolle spelers van de "Gunners". De Nederlandse doelman Gerrit Keizer ging in 1929 van Ajax naar Margate, waar hij al snel werd gespot door Arsenal. Hij kreeg daar een contract voor het seizoen 1930-1931, waarin hij landskampioen werd en het Charity Shield won.
Na de Tweede Wereldoorlog gingen ze opnieuw in de Kent League spelen totdat deze opgeheven werd in 1959 waarna ze opnieuw deelnamen aan de Southern League.
Gedurende de jaren 70 was het de bedoeling om samen met Ramsgate FC te fuseren maar toen Thanet United F.C. dan eindelijk gevormd werd in 1981 was het in essentie slechts een naamsverandering van Margate. In 1989 werd deze echter teruggedraaid.
In mei 1996 werd Chris Kennear manager en hij zorgde al onmiddellijk voor succes: hij werd vijfde in de Southern League Southern Division. Een seizoen later speelden ze in de FA Cup tegen Fulham FC. Er werd dan wel met 5-1 verloren, Margate had wel op voorsprong gestaan.
In 1998-99 promoveerde de club naar de Southern League Premier Division waarin ze ook onmiddellijk derde werden. Een seizoen later promoveerden ze dan weer naar de Conference. De volgende seizoenen werden er veranderingen uitgevoerd aan Hartsdown Park. Deze gingen echter een stuk trager dan gepland waardoor ze gedwongen moesten degraderen naar de Conference South in 2004-05. Dat jaar degradeerde de ploeg opnieuw, ditmaal naar de Isthmian League Premier Division.
Na drie jaar, in augustus 2005, kon de club terug in Hartsdown Park spelen. De club flirtte echter zowat heel het seizoen met de degradatie waardoor Chris Kinnear aan de kant geschoven werd. Opnieuw gaat er gewerkt worden aan Hartsdown Park, de capaciteit gaat opgetrokken worden van 2500 naar 5000 zitplaatsen.